# 野猿峠ハイキングコース
野猿峠ハイキングコース（やえんとうげハイキングコース）は、京王電鉄が多摩丘陵に整備開発したハイキングコース。
1929年（昭和4年）から1930年（昭和5年）頃にかけて、京王と野猿峠付近にある野鳥料理店「鎌田鳥山」が、高幡不動から野猿峠、御殿峠の尾根道を開いたハイキングコースである。
長沼公園と平山城址公園をつなぐコースであり、その南側に並行して野猿街道がある。昭和30年代始めにはハイカーで賑わった。
その後、多摩動物公園の開園や宅地造成に伴い尾根道は分断されている。